# Harpalus pimalicus
Harpalus pimalicus är en skalbaggsart som beskrevs av Thomas Casey. Harpalus pimalicus ingår i släktet Harpalus och familjen jordlöpare. Inga underarter finns listade i Catalogue of Life.